# Ekklesia Sisters
Ekklesia oder Ekklesia Sisters ist eine maltesische Gesangsgruppe bestehend aus sechs Nonnen.

## Ekklesia
Die Gruppe wurde 2014 von den Nonnen Michaela Paris, Magdalene Cauchi, Denise Darmanin, Rita Agius, Claudia Mallia und Monica Vella lediglich für den Eurovision Song Contest gegründet. Alle Mitglieder gehören dem Saint Angela Merici’s Chor an und veröffentlichten mit diesem die zwei Alben Ghallimni Nhobbok und Hudni F'idejk. Die Ekklesia Sisters nahmen an Malta Eurovision Song Contest 2015, dem Vorentscheid zum Eurovision Song Contest 2015, teil und waren einer der 20 Teilnehmer des Halbfinales, welches am 21. November stattfanden. Sie qualifizierten sich für das am 22. November stattfindende Finale und erreichten dort mit insgesamt 23 Punkten den siebten Rang.

## Mitglieder

### Magdalene Cauchi
Magdalene Cauchi (* 1955 in Malta) ging an die St. Joseph’s School, später ins Convent of the Sacred Heart und wurde 1988 Sozialarbeiterin der Universität Malta. 

### Monica Vella
Monica Vella (* 2. Mai 1986 in Sliema) ging an die St. Catherine’s School und schloss sich mit 16 Jahren ebenfalls dem Convent of the Sacred Heart an. Heute singt sie mit anderen Nonnen im Saint Angela Merici’s Chor.

### Denise Darmanin
Denise Darmanin (*zwischen 1974 und 1984 in Attard) ging an die St. Joseph’s School, später besuchte sie das St. Aloysius College. Nach ihrem Abschluss unterrichtete Darmanin Religion und Musik an einer maltesischen High School. Währenddessen trat sie der Santa Marija Accordian Band bei und wurde Mitglied des St. Angela Merici Chors.

### Rita Agius
Rita Agius (* 20. Februar 1958) ging ans St. Louis Gymnasium, danach besuchte sie das North London College in London. Bevor sie Mitglied im St. Angela Chor wurde, war sie Teil des St. Gregory’s Pfarrchor.

### Michaele Paris
Michaela Paris (* 14. Juli 1969 in Rabat) besuchte die St. Dorothy’s Junior School in Tal Virtu, später ging sie an die St. Dorothy’s High School in Rabat. Nach ihrem dortigen Abschluss ging sie ans Junior College in Msida und ans St. Nicholas Montessori College in London, wo Paris an der Royal School of Music studierte.

### Claudia Mallia
Claudia Mallia (*19. März in Malta) ging an die Starbrights school of talent und sang im maltesischen Shalom Chor, bevor sie dem Saint Angela Merici’s Chor beitrat.

## Diskografie
- 2010: Ghallimni Nhobbok (mit Saint Angela Merici’s Chor)
- 2010: Above All (mit Saint Angela Merici’s Chor)
- 2012: Hudni F'idejk (mit Saint Angela Merici’s Chor)
- 2014: Love and Let Go